# Конвой Трук – Йокосука (17.03.44 – 27.03.44)
Конвой Трук – Йокосука (17.03.44 – 27.03.44) — японський конвой часів Другої світової війни, проведення якого відбувалось у березні 1944-го.
В лютому 1944 року головна японська база в Океанії на атолі Трук у центральній частині Каролінських островів була розгромлена унаслідок потужного рейду американського авіаносного з'єднання та фактично потрапила у блокаду. Утім, в наступні кілька місяців сюди та звідси ще змогли провести кілька конвоїв, один з яких полишив Трук 17 березня. До складу конвою увійшли транспорти «Цукусі-Мару» (Tsukushi Maru), «Казуура-Мару» та «Імідзу-Мару» (Imizu Maru), що прямували під охороною мінного загороджувачу «Юрідзіма» (Yurijima) та кайбокану (фрегату) «Окі».
24 березня 1944-го загін досягнув Сайпану (головна японська база у Маріанському архіпелазі) і тієї ж доби щонайменше «Цукусі-Мару», «Казуура-Мару», «Юрідзіма» та «Окі» рушили на північ. 27 березня вони досягнули порту Йокосука в Токійській затоці.
«Імідзу-Мару» наприкінці березня 1944-го теж було в Токійській затоці, проте існують відомості про його прибуття сюди раніше, аніж це зробили інші кораблі конвою з Труку.